# Negative Transitivität

Ein drittes Element z wird in eine bestehende binäre Relation zwischen x und y eingeordnet, sodass negative Transitivität erfüllt ist.

Die negative Transitivität einer zweistelligen Relation {\displaystyle R} auf einer Menge ist gegeben, wenn gilt: 
{\displaystyle \forall x,y,z:\neg xRy\land \neg yRz\Rightarrow \neg xRz.}
Strenge schwache Ordnungen erfüllen die negative Transitivität.

## Äquivalenzumformungen
Manchmal wird der Zusammenhang der negativen Transitivität auch wie folgt formuliert:
{\displaystyle (x>y)\Rightarrow (x>z)\lor (z>y)}
Diese Darstellung erhält man durch Negation einer Implikation. Ersetzt man die Klammerausdrücke durch die allgemeinen Aussagen A, B und C, folgt:
{\displaystyle \neg A\land \neg B\Rightarrow \neg C}
Wird dieser Ausdruck nun erneut negiert, dreht sich erstens die Implikationsrichtung um und zweitens werden nach den De Morgan’sche Gesetzen sowohl die Negationen von A und B aufgehoben, aber auch die Konjunktion in eine Disjunktion verwandelt:
{\displaystyle \neg (\neg A\land \neg B)\Leftarrow C}
{\displaystyle A\lor B\Leftarrow C}
Das entspricht dann grundsätzlich der Form, von der wir oben ausgegangen sind. 

### Beispiel in Alltagssprache
Wenn Milch nicht weniger kostet als Brot, und Brot nicht weniger kostet als Kuchen, dann kostet Milch auch nicht weniger als Kuchen.

## Mikroökonomie
In der mikroökonomischen Haushaltstheorie werden negative Transitivität und Asymmetrie als Annahmen für die strenge Präferenzrelation benutzt.